# Инородное тело (фильм)
«Инородное тело» — польско-итальянско-российский драматический фильм 2014 года режиссёра Кшиштофа Занусси.

## Сюжет
Действие фильма разворачивается в Италии, России и Польше. Девушка молодого итальянца Анджело неожиданно уходит в монастырь. Он едет вслед за ней, устраиваясь на работу в крупную энергетическую компанию, надеясь, что она передумает и они смогут быть счастливы. Молодой человек даже не предполагает, что его ждёт серьёзное испытание не только его чувств, но и веры. Ему придётся столкнуться с жестокостью и цинизмом современного мира, где правят корпорации, и сделать, возможно, самый сложный выбор в его жизни.

## О фильме
Съемки фильма проходили в Москве. По словам самого автора коммерческая составляющая фильма его не интересовала. Занусси представлял картину на кинофестивале VOICES в Вологде. На Забайкальском кинофестивале в Чите показ фильма сорвал сильный ветер. На премьере в Казани публика встречала режиссера аплодисментами. Некоторые критики считают, что у фильма есть сильный антикорпоративный посыл.

## В ролях
- Риккардо Леонелли — Анджело
- Агнешка Гроховска — Крис
- Агата Бузек — Кася
- Вероника Розати — Мира
- Эва Краснодембска — Róza Nilska
- Славомир Ожеховский — отец Каси
- Чулпан Хаматова — Тамара
- Станислава Целиньска — Matron
- Бартломей Змуда — Adam
- Михаил Ефремов — адвокат